# Lingbao Tianzun

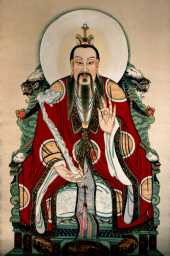
Lingbao Tianzun

Lingbao Tianzun (en chino tradicional, 靈寶天尊; en chino simplificado, 灵宝天尊; pinyin, Língbǎo tiānzūn; literalmente, ‘Venerado Tesoro Espiritual Celestial’), también llamado 上清, Shàngqīng, el Puro Superior, es el segundo miembro de la gran tríada suprema taoísta.
Esta deidad ocupa el segundo lugar en la Tríada taoísta de los Tres Puros, y es quizá la menos conocida, ya que resulta difícil de distinguirla de la primera, Yuanshi Tianzun, que suele confundirse con el Emperador de Jade, ya que los dos son muy similares.
Según algunas interpretaciones, el segundo miembro de la Tríada se llamaría 玉皇天尊 Yuhuang Tianzun, el Venerable Celeste Augusto de Jade y sería el emperador de Jade y el dios supremo del panteón taoísta.
Lingbao Tianzun siempre aparece en segundo lugar, es él quien reina sobre el segundo de los 3 Cielos, el (上清 Shangqing, [Cielo de la] Alta Pureza), sobre la tercera categoría de Inmortales, (真人 Zhenren) los héroes u hombres reales, que son: reyes vasallos, duques, marqueses u oficiales de la Corte Celestial.

## Atributos
Tiene varios nombres, entre ellos: 靈寶天尊 Lingbao Tianzun, Venerado Celestial del Tesoro Espiritual; 道珺 Daojun, Príncipe del Camino; 太上大道君 Taishang Dadaojun, Príncipe del Gran Camino de la Altura Suprema o 上清大帝 Shangqing Dadi, Gran Dios de la Alta Pureza (nombre del Segundo de los Tres Grandes Cielos, del cual es el maestro); puede ser representado con diferentes ropas o adornos, pero en general, como Emperador de la tierra se le representa sentado en un trono, coronado y vestido como un monarca; puede hacer gestos con las manos  como en el budismo, entre ellos el que esboza el gesto de enseñanza (諳慰印 anwei yin) (vitarkâmudrâ) o de apaciguamiento de la mano izquierda (variante con el dedo medio tocando el pulgar) y la derecha, la ofrenda, el don de uno mismo (願印 shiyuan yin) (varadâmudrâ) o sostiene el cetro que concede los deseos en forma de seta. Este cetro representa la autoridad: significa la segunda fase de la Creación donde el Yang se separó del Yin y la Ley de las Cosas se ordenó en su lugar. Lingbao Tianzun luego tomó asiento a la izquierda de Yuanshi Tianzun.
Lingbao Tianzun correspondería a la Sección Misteriosa de la Cueva (洞玄 dongxuan) del Canon Taoísta, al elemento central que compone el elixir de la longevidad y al elemento 氣 Qì, Aliento o Aire.
Se le atribuye el control de todo lo que ocurre en el presente.

## Templos
El Palacio Dongxuan en el valle de Zhujia'ao, junto al Monte Mian en Shanxi está dedicado a Lingbao. Su estatua en el salón principal está cubierta por un anillo de luz; se cree que sus ojos "contienen los misterios del universo".